# Pyripnoa
Pyripnoa là một chi bướm đêm thuộc họ Noctuidae.

## Các loài
- Pyripnoa auricularia Lucas, 1894
- Pyripnoa pyraspis Meyrick, 1891
- Pyripnoa sciaptera Lower, 1903